# ニコロ・ペトルッチ
ニコロ・ペトルッチ（Nicolò Petrucci, 1962年6月21日 - ）は、イタリアのエンジニアで、スクーデリア・トロ・ロッソ空力部門の元責任者。同・モンツァ出身。

## キャリア
イタリアのミラノ工科大学で航空工学を学び、空気力学を専攻。
1988年に航空宇宙工学を卒業し、フェラーリとダラーラのスポーツ・マネジメントと協力してハーベイ・ポスルスウェイトとジャンパオロ・ダラーラとの協力を受け、空力弾性に関する論文を作成し、完成させた。
1989年、計算流体力学エンジニアとしてフェラーリのレーシング部門に入社し、その後、ビークルダイナミクスを扱い、トラックサイドで空気力学を追跡し、研究プロジェクトでチーフエアロダイナミシストのアシスタントを務めた。
プレーンエアー風洞（現在、フォンドメタルの子会社が所有する施設（ゴヴォーニ風洞））で短期間働いていた。
1993年まで、シニアエアロダイナミシストを務めた。
1997年にはジョン・バーナードと共にフェラーリの設計および開発部門のチーフエアロダイナミシストを務める。
1997年から2000年まで、ロス・ブラウンとロリー・バーンのスタッフの一員として、プロジェクトリーダーおよびビークルダイナミクスを担当し、新風洞（エアロラボ）の建設にも携わった。
2001年初頭フェラーリを去り、セルジオ・リンランドのもとで、アロウズのチーフエアロダイナミシストを務め、A23の設計に参加した。
2002年、ジョーダンに移籍し、2004年末からトヨタへと、エアロダイナミクス責任者を歴任した。
ケルンのふもとで、2番目の風洞の建設を担当する。
2007年2月から翌2008年7月まで、ホンダの空力チームの責任者として働きRA107の理解のために協力した。
2008年9月、イタリアのファエンツァにあるトロ・ロッソのレースチームの雇用をうけ、ビークル・ダイナミクス部門の責任者としてレースに帯同してR&Dの仕事をした。次いで、空力部門の責任者を担当し、英国のビスターで空力部門の責任者を務めていた。
2011年11月、レッドブルサテライトチームを離れた後、2013年からフリーランスとなり、下記されるような自動車部門の企業と協力している。
- ダラーラ
- フィアット・クライスラー・オートモービルズ (FCA)
- フェラーリGI
- フォンドメタル
- タトゥース
- プレマ・パワーチーム